# Plato (Missouri)
Plato ist ein Village im Nordwesten von Texas County im US-amerikanischen Bundesstaat Missouri. Das U.S. Census Bureau hat bei der Volkszählung 2020 eine Einwohnerzahl von 82 ermittelt.
Plato ist etwa 30 Kilometer nördlich von Houston und 15 Kilometer südlich von Fort Leonard Wood gelegen. Gegründet wurde die Gemeinde im Jahr 1874 und wurde nach dem gleichnamigen antiken griechischen Philosophen benannt. Plato ist der Geburtsort des Drehbuchautors Josh Senter, der durch die Fernsehserie Desperate Housewives bekannt wurde. Laut Volkszählung 2010 war Plato der Bevölkerungsmittelpunkt der Vereinigten Staaten von Amerika.

## Bevölkerung
Dem United States Census 2010 zufolge leben 109 Menschen, 41 Haushalte und 35 Familien in Plato. Die Bevölkerungsdichte lag in diesem Jahr bei 110,7 Einwohnern pro Quadratkilometer. Es gab 48 Wohneinheiten mit einer durchschnittlichen Dichte von 48,8 Einheiten pro Quadratkilometer. Die Bevölkerung setzte sich zu 95,4 % aus Weißen, zu je 1,8 % aus Afroamerikanern und amerikanischen Ureinwohnern sowie zu 0,9 % aus Menschen anderer ethnischer Zugehörigkeit zusammen.
In 34,1 % der insgesamt 41 Haushalte leben Kinder unter 18 Jahre, in etwa zwei Drittel der Haushalte leben verheiratete Ehepaare, 12,2 % haben einen weiblichen Haushaltsvorstand, in 7,3 % der dort existierenden Haushalte leben alleinstehende Männer und 14,6 % stellen sonstige Haushalte dar, die keine Familien sind. In jedem Haushalt leben im Durchschnitt 2,66 Personen, eine durchschnittliche Familie besteht aus 2,83 Familienmitglieder.
Das Durchschnittsalter liegt bei 36,5 Jahren. 28,4 % der Einwohner sind minderjährig, 7,4 % der Einwohner sind zwischen 18 und 24 Jahre alt. Etwa ein Viertel der Einwohner ist zwischen 25 und 44 Jahre alt und fast 24 % sind 65 Jahre oder älter. 50,5 % der Bevölkerung ist weiblich, der Rest männlich.

### Bevölkerungsmittelpunkt

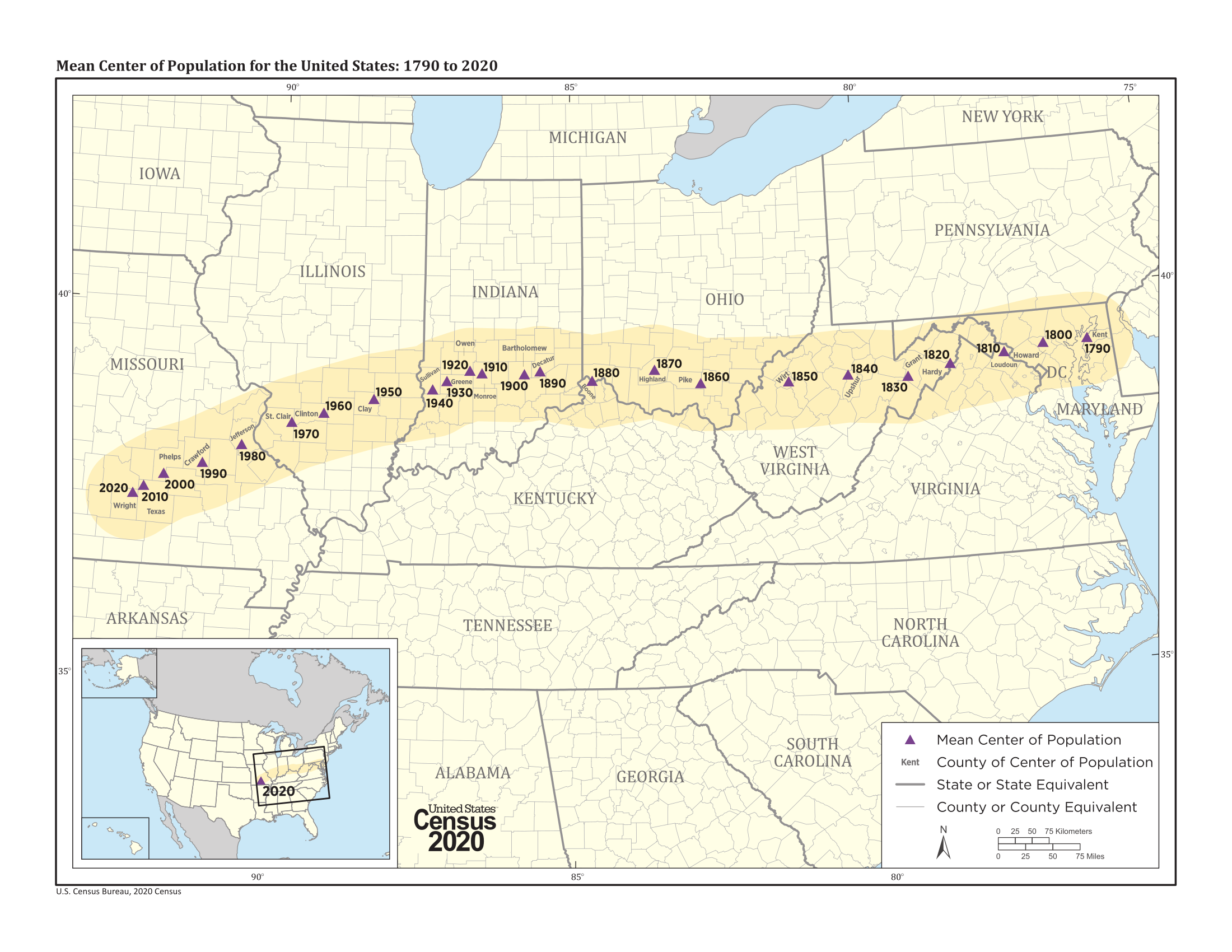
Bevölkerungsmittelpunkte in den Vereinigten Staaten (1790–2020)

Im März 2011 wurde Plato zum Bevölkerungsmittelpunkt der Vereinigten Staaten erklärt. Dieser Mittelpunkt wandert pro Jahrzehnt etwa 20 bis 30 Meilen in Richtung Südwesten; 1980 war De Soto, eine Stadt die ebenfalls in Missouri liegt, der Bevölkerungsmittelpunkt; 20 Jahre später war er nahe der Stadt Edgar Springs zu finden.

## Verkehrsanbindung
Für die Luftfahrt ist in dieser Region der Flughafen Waynesville Regional Airport at Forney Field zuständig. Er wird von den Städten Waynesville und St. Robert betrieben und steht sowohl für die zivile Verwendung von Privatpiloten als auch für kommerzielle Flugunternehmen zur Verfügung.
Die Route 17 ist die wichtigste Nord-Süd-Verbindung. Sie kreuzt die Interstate 44 bei Buckhorn, verläuft durch Waynesville und biegt anschließend in Richtung Crocker ab. Der Highway 32 verläuft westlich der Route 17 und führt direkt durch Plato und Lynchburg.